# Kosuke Suda
Kosuke Suda (須田 興輔 Suda Kosuke?), född 4 februari 1980 i Ibaraki prefektur, är en japansk före detta fotbollsspelare.
Suda började sin karriär 2004 i Mito HollyHock. Han spelade 59 ligamatcher för klubben. 2006 flyttade han till Shonan Bellmare. Efter Shonan Bellmare spelade han för Tonan SC Gunma och Montedio Yamagata. Han avslutade karriären 2007.